# Irolita waitii
Irolita waitii is een vissoort uit de familie van de Arhynchobatidae. De wetenschappelijke naam van de soort is voor het eerst geldig gepubliceerd in 1911 door McCulloch.